# Drosophila tucumana
Drosophila tucumana este o specie de muște din genul Drosophila, familia Drosophilidae, descrisă de Vilela și Guido Pereira în anul 1985. Conform Catalogue of Life specia Drosophila tucumana nu are subspecii cunoscute.